# 27253 Graceleanor
27253 Graceleanor è un asteroide della fascia principale. Scoperto nel 1999, presenta un'orbita caratterizzata da un semiasse maggiore pari a 2,3904973 UA e da un'eccentricità di 0,1346266, inclinata di 1,79336° rispetto all'eclittica.